# Corbeta Tipo 056
Las Tipo 056 (Designación OTAN: Jiangdao) son una clase de corbetas. Estos buques de guerra ligeros de origen chino entraron en servicio con la Marina del Ejército Popular de Liberación en 2012 como reemplazo de la serie de patrulleros Tipo 037. Han sido descritas como corbetas misilísticas con capacidades furtivas y armadas con un cañón naval de 76 mm.

## Historia
Tras el diseño y la construcción de la corbeta clase Pattani para la Real Armada Tailandesa a mediados de la década del 2000, la especulación sobre una variante doméstica del diseño era moneda corriente. Las mismas fueron confirmadas en noviembre de 2010 durante una visita del mayor general Wang Junli, Comandante adjunto de la guarnición de Hong Kong y Vicerrector Tsui Lap-chee de la Universidad de Hong Kong a esa institución, ocasión en la que fue presentado un modelo a escala de las Tipo 056. El primero buque de la clase fue botado en 2012.

Aunque las Tipo 056 aparecen en el siglo XXI, el concepto de diseño puede ser rastreado hasta tan temprano como la década de 1980, cuando la MEPL estaba considerando desarrollar un patrullero de mayores dimensiones para reemplazar a los Tipo 037 mejorando las condiciones de vida dentro del buque, el mismo fue denominado Tipo 038. De todas formas, este concepto no se materializó hasta la aparición de las Tipo 056 en 2012 debido a falta de fondos.

## Diseño
Las Tipo 056 poseen un diseño de casco furtivo con el objetivo de minimizar su firma de radar; con superficies inclinadas y un reordenamiento de los elementos de la superestructura. Hay un helipuerto en la popa para un helicóptero ligero pero sin instalaciones para helicópteros orgánicas.
El principal armamento antisuperficie consiste en misiles crucero antibuque YJ-83 roza olas estibados en contenedores dobles, del tipo contenedor-lanzador. El armamento antiaéreo principal en un lanzador de misiles de corto alcance FL-3000N con ocho misiles. Un cañón de 76 mm basado en el sistema ruso AK-176 está montado a proa. Dos tubos triples lanzatorpedos están montados para operaciones antisubmarinas.
Las Tipo 056 son los primeros buques chinos con un diseño modular, lo que les permite cumplir una serie de funciones desde buque patrullero hasta fragata multifunción. Las versiones para la MEPL pueden incluir un tipo básico, de guerra antisubmarina, guerra antisuperficie, guerra antiaérea, guerra electrónica y una versión de mando; mientras que versiones para la exportación pueden ser equipadas de diferente manera de acuerdo a los requerimientos del cliente. La versión de patrulla marítima (OPV) tiene un puente más alto, por lo que su firma de radar es mayor, pero posee una mejor visión para su función de patrulla; la OPV posee además un hangar mientras que la corbeta no; por otra parte, la versión corbeta tiene menos tripulantes aunque cuenta con más sistemas de armas, lo que indica que el sistema de combate para la corbeta es más avanzado.

## Variantes
Por lo menos cuatro variantes han sido desplegadas por la MEPL, pero sus respectivas designaciones permaneces desconocidas porque esa clase de información no ha sido liberada a febrero del 2015.
La primera variante de las Tipo 056 es la versión básica que incluye a la primera unidad botada por los astilleros Hudong-Zhonghua Shipbuilding, en 2012, y fueron construidas un total de tres. La distinción visual de esta variante está en su chimenea, donde los tubos de escape están expuestos. Otra identificación visual distintiva de esta variante está en su baluarte inclinado hacia el interior en la proa.
La segunda variante de las Tipo 056 es la modificación de la versión básica con un supresor de infrarrojos añadió a la chimenea y sus tubos de escape cubiertos para mejorar sus capacidades de sigilo. El baluarte en la proa quedará asimismo modificado en forma que la amurada original es reemplazada por un bastión similar a la amurada instalado en la proa de las fragatas Tipo 054A.
La tercera variante posee modificaciones más extensas en su superestructura para mejorar su perfil stealth, y se vio por primera vez a finales de 2012 durante su botadura y a principios de 2013 cuando entró en servicio. La plataforma en la que está instalado su radar de control de tiro fue rediseñada para eliminar bordes filosos, lo que han sido reemplazados por ángulos oblicuos. La chimenea también tiene un ángulo de inclinación leve.
La cuarta variante de la clase es una versión para guerra antisubmarina y ha sido denominada, en ocasiones, como Tipo 056A en Internet, pero esta designación aún debe ser confirmada por fuentes oficiales. La primera unidad de esta cuarta variante fue vista por primera vez a finales de 2013. La principal diferencia entre esta y anteriores versiones es la popa, que fue rediseñada para albergar un sonar de profundidad variable y un sonar de arrastre que fueron agregados. Además, el YJ-83 en el centro de la nave puede ser sustituido por torpedos propulsados por cohetes de la serie Yu-8 para cooperar con el sonar de arrastre, también hay dos lanzadores de cohetes multi-rol cuádruples están instalados fuera de borda de los motores, que pueden lanzar señuelos y ASROC.

## Exportaciones
Al menos dos versiones de patrulleros de altura (OPV) que están directamente relacionadas con las Tipo 056 han sido vendidas a otros países. Uno es el OPV de la Real Armada Tailandesa HTMS Pattati, el otro en una versión alargada con un desplazamiento a plena carga de 1800 t. Dos OPVs basadas en la Pattati han sido ordenadas por la Armada de Nigeria. Su designación de fábrica el P18N.
Dos buques en su versión como corbetas han sido vendidas a la Armada de Bangladés, y más pueden ser construidas localmente en los astilleros Khulna Shipyard (KSY). Una versión de las Tipo 056 como fragata multifunción fue revelada durante la Langkawi International Maritime and Aerospace Exhibition 2013, la misma mostraba un mástil integrado y un sistema de lanzamiento vertical.
En Kadex 2014, el Comandante Naval de Kazajistán, Zhandarbek Zhanzakov, mostró interés en la Tipo 056 y podría pedir 3 para su programa de adquisición de corbetas, y también es un oferente potencial para el programa de nuevas corbetas de la Armada de Pakistán.
En febrero de 2015 se supo que entre los acuerdos firmados entre los gobiernos de la República Argentina y la República Popular de China estarían incluidos acuerdos de cooperación militar y de compra de material bélico por parte del país sudamericano. Parte de ese material, según la publicación Jane’s incluiría la compra de vehículos blindados VN1 y de corbetas Tipo 056, para satisfacer el requerimiento de larga duración de la Armada Argentina de una nueva clase de naves de patrulla. Según esta fuente las naves, de incorporase, pasarían a formar la clase Malvinas, por el nombre del grupo de islas en conflicto con el Reino Unido y por las que ambos países se enfrentaron en una corta pero cruenta guerra en 1982.

## Especificaciones técnicas
|                          | Tipo 056 | Tipo 056A | P15T                                                                            | P18N                                                                    |
| ------------------------ | --- | --- | ------------------------------------------------------------------------------- | ----------------------------------------------------------------------- |
| Usuarios                 | Marina del Ejército Popular de Liberación Armada de Bangladés（1） | Marina del Ejército Popular de Liberación | Armada Real Tailandesa                                                          | Armada Nigeriana                                                        |
| Desplazamiento(ton)      | ~1300 (normal) | ~1300 (normal) | 1460 (pleno)                                                                    | 1800                                                                    |
| Dimensiones(m)           | Eslora: 89,0 Manga: 11,6 Calado: 4,0 | Eslora: 89,0 Manga: 11,6 Calado: 4,0 | Eslora: 95,5 Manga: 11,6 Calado: 3,0                                            | Eslora: 95,5 Manga: 11,6 (?) Calado: 3,5                                |
| Propulsión               | 2 x SEMT Pielstick 16PA6STC | 2 x SEMT Pielstick 16PA6STC | 2 Rushton 16RK270                                                               | 2 MTU 20V 4000M diésel                                                  |
| Velocidad máxima (nudos) | desconocido | desconocido | 25                                                                              | 21                                                                      |
| Alcance                  | desconocido | desconocido | 3500 millas náuticas a 15 nudos                                                 | desconocido                                                             |
| Autonomía                | desconocido | desconocido | desconocido                                                                     | 20 días                                                                 |
| Armamento                | - Cañones: 1 de 76 mm ; 2 de 30 mm - SSMs: 4 YJ-83 - SAMs: 1 HQ-10 de 8 tubos - ASWs: 2 lanzadores triples para torpedos de 324mm Yu-7 ; 4 torpedos Yu-8 (opcionales en lugar del YJ-83 para la Tipo 056A); 2 lanzadores de cohetes multifunción cuádruples (Tipo 056A) - 2 lanzadores de señuelos de nueve bocas para SSMs | - Cañones: 1 de 76 mm ; 2 de 30 mm - SSMs: 4 YJ-83 - SAMs: 1 HQ-10 de 8 tubos - ASWs: 2 lanzadores triples para torpedos de 324mm Yu-7 ; 4 torpedos Yu-8 (opcionales en lugar del YJ-83 para la Tipo 056A); 2 lanzadores de cohetes multifunción cuádruples (Tipo 056A) - 2 lanzadores de señuelos de nueve bocas para SSMs | - Cañones: 1 de 76 mm; 2 de 20 mm; 2 de 12,7 mm - SSMs: espacio libre para SSMs | - Cañones: 1 de 76 mm；2 de 30 mm; 2 de 20 mm                           |
| Hangar                   | No | No | Sí                                                                              | Sí                                                                      |
| Sensores                 | - Radar de búsqueda aie/superficie SR64 - Radar de control de tiro TR47 - Sonar de popa | - Radar de búsqueda aie/superficie SR64 - Radar de control de tiro TR47 - Sonar de popa - Sonar de arrastre (sonar de profundidad variable activo y pasivo) | - Radar de búsqueda Selex RAN-30 - Radar de control de tiro TMX/EO              | - Radar de búsqueda aie/superficie SR64 - Radar de control de tiro TR47 |
| Tripulación              | 60 | 60 | 84                                                                              | 70                                                                      |

（1）Las Tipo 056 de Bangladés han visto sus sonares de proa y sus torpedos Yu-7 retirados en comparación con la versión básica, y sus cañones de 30 mm pueden ser controlados de forma manual y remota mientras que en las originales esto solo puede hacerse manualmente.

## Buques
Marina del Ejército Popular de Liberación
 Armada de Bangladés
 Armada Nigeriana
 Armada Real Tailandesa

## Galería

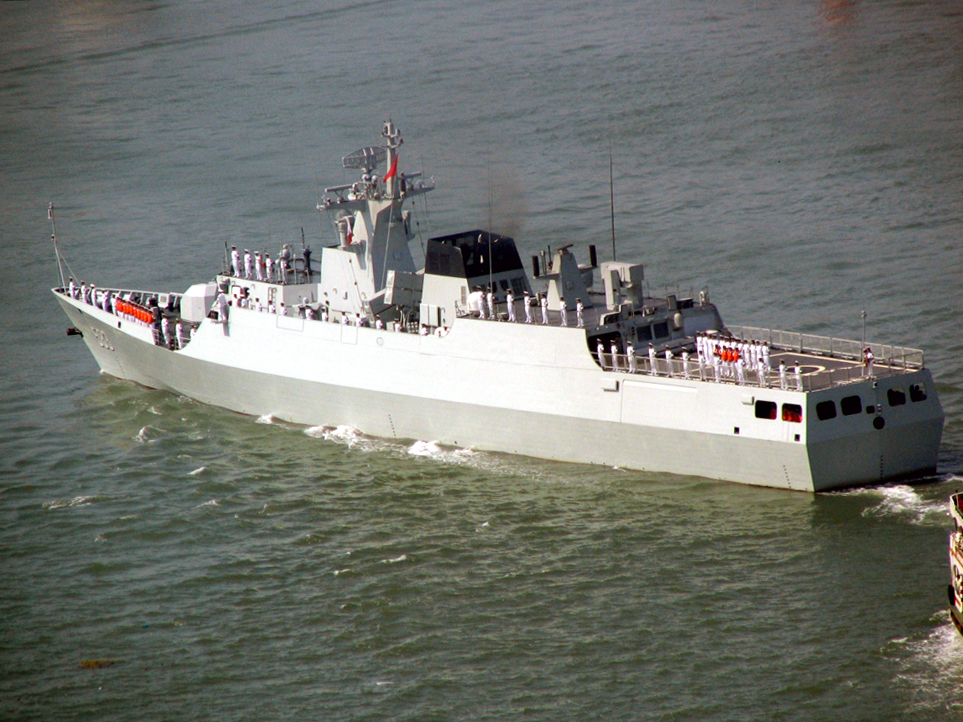
Corbeta (583) Shangrao, durante una revista
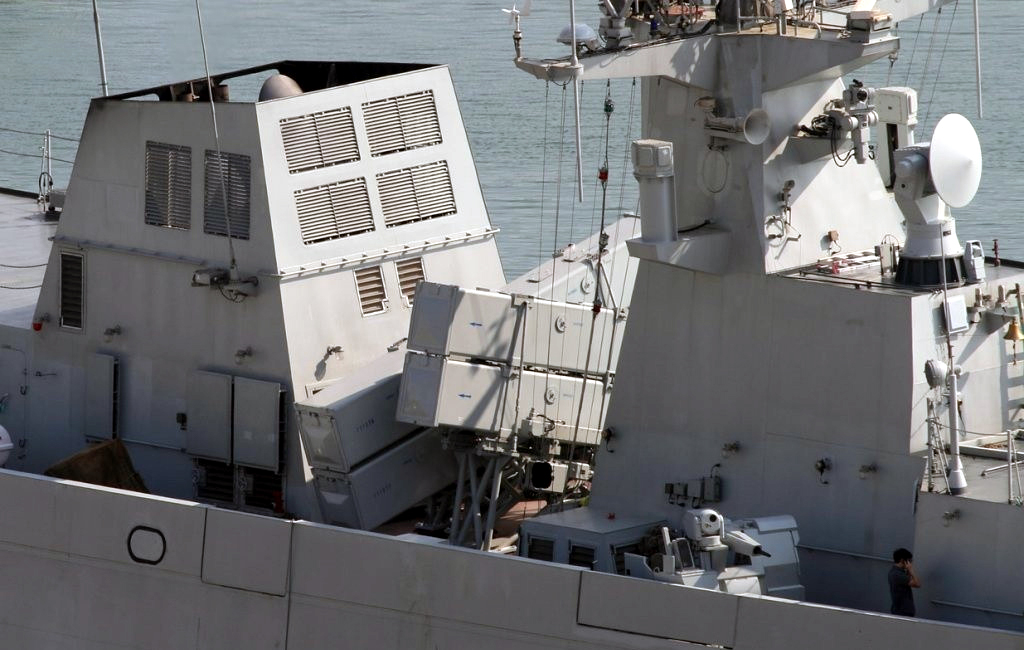
Lanzadores de misiles YJ-83
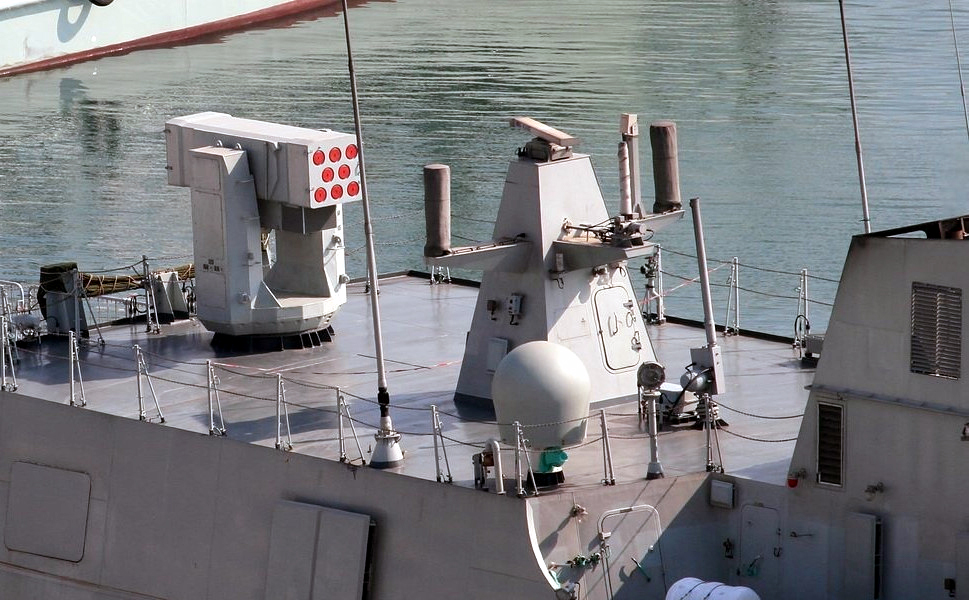
Lanzador de misiles SAM FL-3000N
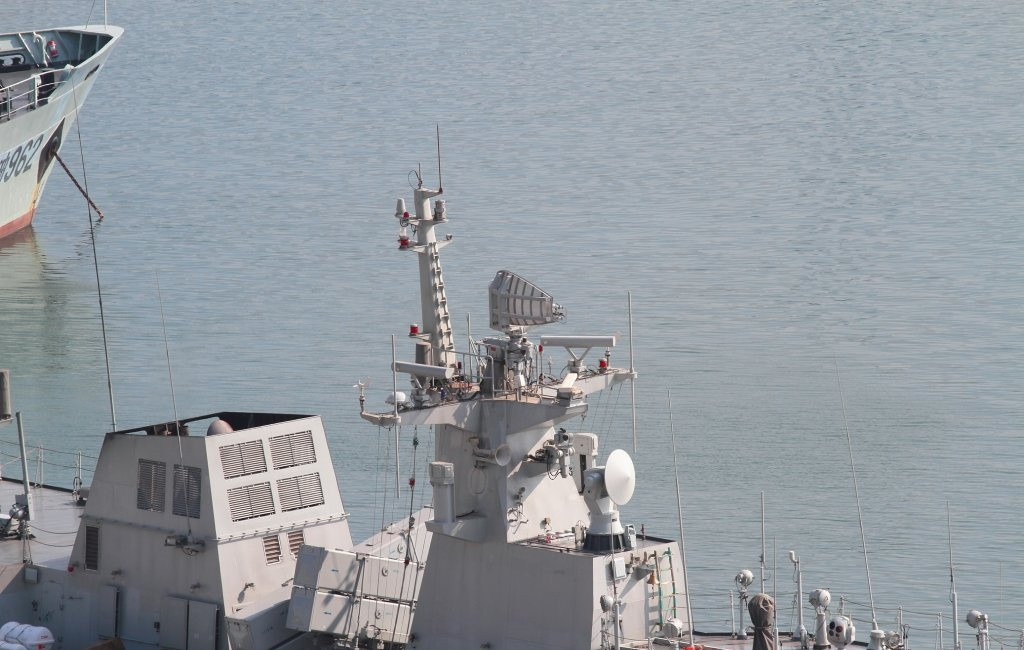
Radar Tipo 364